# 小行星20773
小行星20773（20773 Aneeshvenkat）是一颗绕太阳运转的小行星，为主小行星带小行星。该小行星于2000年8月31日发现。

## 轨道参数
小行星20773的轨道半长轴为3.1177099 UA，离心率为0.199。